# アルス (秋田市)
秋田ステーションビル アルス（あきたステーションビル アルス、ALS）は、秋田ステーションビルが運営するショッピングモール。

## 概要
秋田駅に隣接するホテルメトロポリタン秋田の地下1階から2階部分に設けられた商業空間で、駅とは2階の連絡通路で結ばれている。
2010年（平成22年）1月から2月にかけて、10年ぶりの売り場改装を実施。9店が新規出店、既存店舗10店が改装や移転、計37店で2月26日にグランドオープンした。若い女性をターゲットにした新規店舗を1階正面入り口付近に配置し、ミセス層向けの既存店を奥に移動。2階には電車待ちの客が気軽に立ち寄れる雑貨店などを配置した。
2023年（令和5年）春から夏にかけて、駅周辺で新築マンションの建設が相次ぎ、エリアの内の人口が増えていることを踏まえ、売り場機能を強化することを狙い、地下1階全体を食料品売り場に一新するほか、館内のバリアフリー化を図るリニューアルを実施。3月28日に計14店が改装し、1階・2階がリニューアルオープン。店舗奥にあったエスカレーターを撤去し、1箇所に集約。動線を整理して周遊しやすくし、1階にイベントスペースを設けた。
同年11月29日には地下1階が、食の専門店街「えきちかマルシェ」としてリニューアルオープン。全国47都道府県の特産品が並ぶセレクトショップ「いなとかくらす」や、野菜や果物、精肉・惣菜、和惣菜・弁当、おにぎり販売などの専門店が出店。また、大仙市大曲のラーメン店「中華そば今野」の冷凍ラーメンを販売する自動販売機1台も設置された。秋田ステーションビルは、首都圏のアンテナショップのように、各地の良いものを発見する場にすると共に、マルシェでの買い物をきっかけに駅前を周遊することで、中心市街地活性化に貢献したい、としていた。オープン当初は来店客でにぎわっていたがが、次第に客足は減少。事業継続が困難になったため、2024年（令和6年）6月30日をもって、営業を休止することになった。オープン後に選定予定だった鮮魚や日配食品の店舗が、スタッフの人材不足や物流ルートの確保などを理由に進まなかった。出店している事業者も、物価高による消費の低迷や物流コストの上昇で、厳しい経営状況になり、4月ごろから休業を検討していた。7月以降、アルス地下1階の活用方針は決まっていない。現在営業している一部店舗は、別フロアや、隣接の駅ビル「トピコ」に移転して営業を続ける。

## 歴史
- 1986年（昭和61年）7月4日 - 「秋田ターミナルホテル（現ホテルメトロポリタン秋田）」「アルス」営業開始[1]。
- 2000年（平成12年）9月30日 - 「おしゃれかん アルス」として全館リニューアルオープン。
- 2003年（平成15年）
  - 4月1日 - 秋田県での第1号店となる「スターバックスコーヒー秋田アルス店」オープン[9]。
  - 5月29日 - 北東北では初出店となる「マツモトキヨシ秋田駅ビルALS店」オープン。
- 2004年（平成16年）4月1日 - 秋田ステーションデパート株式会社と秋田ターミナルビル株式会社が合併し、秋田ステーションビル株式会社に商号変更。
- 2006年（平成18年）4月29日 - 「無印良品秋田アルス店」オープン[10]。
- 2007年（平成19年）7月1日 - 北改札口をメトロポリタン口に改称。
- 2010年（平成22年）
  - 1月28日 - 2月10日 - 店内改装工事のため休業[2]。
  - 2月11日 - リニューアルオープン[2]。
  - 2月26日 - グランドオープン[2]。
- 2013年（平成25年）4月1日 - スターバックスコーヒー、無印良品、マツモトキヨシにて「Suica」での電子決済サービスを開始[11]。
- 2020年（令和2年）
  - 4月20日 - 新型コロナウイルス感染拡大に伴う、政府の緊急事態宣言全国拡大を受け、当面の間、「アルス」が臨時休業[12]。
  - 5月15日 - 営業を再開[13]。
  - 11月13日 - 翌年5月12日までの期間限定で、2階に「東急ハンズトラックマーケット秋田アルス店」オープン。
- 2021年（令和3年）2月12日 - 午後2時ごろ、地下に通じる外階段に、軽自動車が突っ込む事故が発生[14]。けが人なし[14]。
- 2022年（令和4年）12月13日 - 午後0時20分ごろ、売り場のガラスを壊したとして、秋田中央警察署は器物損壊の現行犯で男を逮捕[15]。
- 2023年（令和5年）
  - 1月11日 - 3月27日 - 店内改装工事のため、地下フロアを除き休業。
  - 3月22日 - 11月27日 - 店内改装工事のため、地下フロアを休業。
  - 3月28日 - 1階・2階リニューアルオープン[4]。
  - 4月27日 - 「無印良品秋田アルス店」が地下フロアから2階に移転リニューアルオープン。
  - 7月15日 - 県内記録的大雨の影響により午後3時にて全館閉店。
  - 7月16日[16]・17日 - 臨時休業。
  - 7月18日 - 営業再開。
  - 11月29日 - 地下1階「えきちかマルシェ」としてリニューアルオープン[5]。
- 2024年（令和6年）
  - 5月9日 - この日をもって、「中華そば今野」の冷凍ラーメン自動販売機が稼働終了[17]。
  - 6月30日 - この日をもって、地下1階「えきちかマルシェ」を休業[7]。
  - 7月1日 - 地下1階を一時全面閉鎖[7]。
  - 9月13日 - 9月23日までの期間限定で、ドジャース大谷翔平選手らの公式ライセンスグッズを販売する「Baseball Park in AKITA」を地下1階にて開催[18]。
- 2025年（令和7年）1月17日 - 2月16日までの期間限定で、JR東日本と東京藝術大学の包括連携協定に基づき、県内外のアーティストや学生、飲食店経営者が多彩なブースを出店するイベント「あきた まちのえき」を地下1階にて開催[19]。